# Андріанов Віктор Михайлович
Андріа́нов Ві́ктор Миха́йлович (нар. 8 травня 1947 — пом. 28 квітня 2012) — український державний діяч, кандидат філософських наук, професор. Заслужений працівник культури України.

## Біографія
Народився 8 травня 1947 року в місті Москва. З 15 років розпочав трудову діяльність, навчаючись робітничим професіям у Дніпропетровському механічному технікумі, працюючи робітником на одному із заводів Дніпропетровська.
Після служби у лавах Радянської армії працював у одному з науково-дослідних та конструкторсько-технічних інститутів Дніпропетровська.
З 1972 по 1976 рік працював референтом, інструктором, завідувачем відділу пропаганди та культурно-масової роботи Дніпропетровського обкому та міськкому ЛКСМУ.
У 1975 році здобув вищу освіту у Дніпропетровському металургійному інституті.
З 1976 по 1985 рік працював завідувачем сектору культурно-масової роботи, завідувачем відділу культури Центрального комітету ЛКСМУ у м. Києві.
У 1985—1988 роках навчався та успішно закінчив аспірантуру Академії суспільних наук, захистивши кандидатську дисертацію з філософських наук.
З 1988 по 1990 рік працював у інструктором відділу організаційно-партійної роботи і кадрової політики ЦК Компартії України.
З 1990 по 1995 рік служив в органах внутрішніх справ.
З 1995 по 1998 рік очолював відділ по зв'язках з партіями та громадськими організаціями Управління внутрішньої політики Адміністрації Президента України.
У 1998—2001 роках обіймав посаду генерального директора-художнього керівника Національного палацу «Україна».
З 2001 по 2003 рік працював на посаді заступника начальника Управління науково-технічного та гуманітарного розвитку Секретаріату Кабінету Міністрів.
У 2002—2003 роках працював професором кафедри філософії та деканом юридичного факультету Національної академії внутрішніх справ України.
У 2003—2006 роках обіймав посади Державного секретаря, першого заступника Міністра — керівника апарату Міністерства культури і мистецтв України.
З 2006 по 2007 рік працював на посаді першого заступника начальника Управління гуманітарної політики Секретаріату Кабінету Міністрів.
З 2007 по 2011 рік обіймав посаду першого заступника Міністра культури і туризму України.
У 2011 році вийшов на пенсію.
Помер 28 квітня 2012 року в Університетській клініці м. Бохум у Німеччині. Похований 11 травня 2012 року на Байковому кладовищі у м. Києві (сектор № 33).

## Нагороди і почесні звання
- Заслужений працівник культури України (2004)
- Орден «За заслуги» 3-го ступеня (2010)[5]